# Tecali de Herrera (kommun)
Tecali de Herrera är en kommun i Mexiko.   Den ligger i delstaten Puebla, i den sydöstra delen av landet, 140 km öster om huvudstaden Mexico City.
Följande samhällen finns i Tecali de Herrera:
- Tecali
- La Trinidad Tianguismanalco
- Santa Cruz Ajajalpan
- La Magdalena Cuaxixtla
- Aquiles Serdán
- Guadalupe
- Las Loberas
- Zoyatepec
- La Esperanza
- Santiagotzingo